# Jacinto Convit
Jacinto Convit García (Caracas, 11 de setembro de 1913 - Caracas, 12 de maio de 2014) foi um médico e cientista venezuelano, reconhecido por tentar achar uma vacina contra a Lepra e por seus estudos para descobrir uma cura contra diversos tipos de Câncer. Ganhou o Prémio Príncipe das Astúrias de Investigação Científica e Técnica de 1987. Possui cerca de 45 condecorações emitidas por diversas universidades venezuelanas e internacionais.

## Biografia
Filho de um imigrante espanhol da Catalunha naturalizado venezuelano Francisco Convit y Martí e de mãe venezuelana Flora García Marrero, das Ilhas Canárias, nasceu na paróquia A Pastora, no bairro de Libertador, Caracas. Iniciou seus estudos no Liceu Caracas.
Cursou o colégio do Liceu Andrés Bello. Foi um destacado aluno do grande professor Rómulo Gallegos na cadeira de Filosofia e Matemática, que afirmou “Que boas lembranças, um professor exemplar de talento visionário”.
Em 1932 ingressou na escola de Medicina da Universidade Central da Venezuela onde obteve o título de Doutor em Ciências Médicas em 1938.
Um convite mudaria sua vida e marcaria o seu destino no ano de 1937: o Dr. Martin Vegas, conhecido pioneiro nos estudos da hanseníase (lepra),  encontraria Convit pela primeira vez, na antiga casa em Cabo Blanco, no estado de Vargas, a qual abrigava centenas de pacientes com lepra e outras doenças.
Naquele tempo, lepra era a causa de um prejuízo mais enraizado na sociedade venezuelana, onde leprosos eram constantemente acorrentados e vigiados por guardas. Este fato definiria o caráter humano de Convit, que diante de tais abusos, exigiu dos guardas um melhor tratamento com os pacientes.
A dedicação de Jacinto Convit pela causa era tamanha que, juntamente com mais oito médicos (seis venezuelanos e dois italianos), criou uma força tarefa para encontrar uma cura desta doença.
Depois de várias pesquisas com o único remédio utilizado nesses pacientes, o óleo de chaulmoogra, pôde comprovar que o composto de Sulfona e Clofazimina poderia agir com grande eficácia contra essa doença. Isso levou à melhoria das condições de vida dos leprosos e ao encerramento gradual da maior parte das leprosarias.
No ano de 1988, devido aos grandes avanços nos estudos epidemiológicos, lhe valeram uma indicação ao Premio Nobel de Medicina, pelo descobrimento da vacina contra a lepra, a qual resultou de uma combinação da vacina da tuberculose com o bacilo Mycobacterium leprae. Um ano antes desta indicação, Convit recibeu na Espanha o Prémio Príncipe das Astúrias de Investigação Científica e Técnica.
Em 28 de fevereiro de 2011 é condecorado com a Legião de Honra, uma condecoração honorífica da França.
Também em 2011, aos 98 anos, lidera uma equipe no Instituto de Biomedicina que trabalha na pesquisa de uma vacina contra o cáncer de mama, estômago e cólon do útero. O procedimento baseia-se em experimentações com imunoterapia. Em conjunto com especialistas da Universidade Central da Venezuela está a frente deste tratamento experimental.